# Ugo Pignotti
Ugo Pignotti   (Florència, 19 de novembre de 1898 - Roma, 7 de gener de 1989) va ser un tirador d'esgrima italià que va competir durant les dècades de 1920 i 1930.
El 1928 va prendre part en els Jocs Olímpics d'Amsterdam, on va disputar dues proves del programa d'esgrima. Guanyà la medalla d'or en la competició de floret per equips, mentre en la de floret individual fou setè.
Quatre anys més tard, als Jocs de Los Angeles, va disputar dues proves del programa d'esgrima. En ambdues, el floret i sabre per equips guanyà la medalla de plata.